# Quadricalcarifera variegata
Quadricalcarifera variegata är en fjärilsart som beskrevs av Sergius G. Kiriakoff 1974. Quadricalcarifera variegata ingår i släktet Quadricalcarifera och familjen tandspinnare. Inga underarter finns listade.